# Sonderfahndungsliste G.B.
 (décembre 2017).
Si vous disposez d'ouvrages ou d'articles de référence ou si vous connaissez des sites web de qualité traitant du thème abordé ici, merci de compléter l'article en donnant les références utiles à sa vérifiabilité et en les liant à la section « Notes et références ».
La Sonderfahndungsliste G.B. (en français : liste spéciale de recherches pour le Royaume-Uni ; généralement appelée The Black Book au Royaume-Uni) est une liste de résidents britanniques qui devaient être arrêtés en cas d'invasion du Royaume-Uni par l'Allemagne nazie en 1940. Cette liste a été rédigée par la SS, sous la direction de Walter Schellenberg ; elle contient les noms de 2 820 personnes, Britanniques et Européens en exil au Royaume-Uni. Elle était un appendice à un autre document, l’Informationsheft G.B., un manuel édité par la Gestapo en vue de l'invasion du Royaume-Uni, qui contenait 144 pages d'information sur différents aspects de la société britannique et certaines institutions, en vue de faciliter l'occupation et l'administration du Royaume-Uni. 
Parmi les personnalités mentionnées figuraient entre autres : Clement Attlee (chef du parti travailliste), Robert Baden-Powell (fondateur du mouvement scout), Edvard Beneš (président du gouvernement tchécoslovaque en exil), Neville Chamberlain (ancien premier ministre), Winston Churchill (premier ministre), Charles de Gaulle (fondateur de la France libre), Anthony Eden (ministre de la Guerre), Sigmund Freud (fondateur de la psychanalyse, pourtant mort le 23 septembre 1939), Aldous Huxley (écrivain, qui avait émigré aux États-Unis dès 1936), Bertrand Russell (philosophe), H. G. Wells (écrivain), Vera Brittain (écrivain) et Virginia Woolf (écrivain), Margaret Haig Thomas, éditrice de presse. 